# Пет Ганніген
Пет Ганніген (англ. Pat Hannigan, 5 березня 1936, Тіммінс — 11 грудня 2007, Велланд) — канадський хокеїст, що грав на позиції лівого нападника.
Молодший брат Рея та Горда Ганнігенів, які також були професіональними хокеїстами.
Після завершення кар'єри хокеїста працював телевізійним аналітиком клубу НХЛ Баффало Сейбрс.

## Ігрова кар'єра
Професійну хокейну кар'єру розпочав 1956 року.
Протягом професійної клубної ігрової кар'єри, що тривала 16 років, захищав кольори команд «Торонто Мейпл-Ліфс», «Нью-Йорк Рейнджерс» та «Філадельфія Флаєрс».

## Нагороди та досягнення
- Західна хокейна ліга (1952–1974) — перша команда зірок 1959 рік.
- Американська хокейна ліга — перша команда зірок 1965 рік.